# 5149 Лейбніц
5149 Лейбніц (5149 Leibniz) — астероїд головного поясу, відкритий 24 вересня 1960 року.
Тіссеранів параметр щодо Юпітера — 3,185.
Названий на честь видатного німецького вченого Ґотфріда Вільгельма Лейбніца.